# 2224 Тусон
2224 Тусон (2224 Tucson) — астероїд головного поясу, відкритий 24 вересня 1960 року.
Тіссеранів параметр щодо Юпітера — 3,291.
Названо на честь міста Тусон в США штаті Аризона.